# تعهد (فیلم ۱۹۹۵)
تعهد (آلمانی: Das Versprechen) یک فیلم به کارگردانی مارگارته فون تروتا است که در سال ۱۹۹۵ منتشر شد.

## بازیگران
- کورینا هارفوش
- مرت بکر
- آگوست زیرنر
- دیتر مان
- اتو سندر
- ولفگانگ وینکلر